# اللجنة الأمريكية لبرنامج الأمم المتحدة الإنمائي
اللجنة الأمريكية لبرنامج الأمم المتحدة الإنمائي كانت منظمة مستقلة (501(c)(3)) وواحدة من العديد من «أصدقاء» المنظمات في الأمم المتحدة، المكرسة لتعزيز الأمم المتحدة وأهدافها. تأسست اللجنة في عام 1995، وكانت المنظمة غير الحكومية المعترف بها رسميًا في الولايات المتحدة لبرنامج الأمم المتحدة الإنمائي، ودعمت أهداف الوكالة، والأمم المتحدة بشكل عام، بينما ساعدت في إعلام الشعب الأمريكي بعمل الأمم المتحدة. كان الهدف المعلن للجنة هو المساعدة في بناء عالم يكون فيه الأمريكيون على دراية جيدة بالأهمية الحيوية لأنشطة التنمية الدولية لبناء كوكب أكثر ديمقراطية وازدهارًا وسلمًا وتوحيدًا.
بعد 14 عامًا من العمل، أُغلقت اللجنة الأمريكية لبرنامج الأمم المتحدة الإنمائي في ديسمبر 2009.

## روابط خارجية
- برنامج الأمم المتحدة الإنمائي - الولايات المتحدة الأمريكية
- التقرير السنوي لبرنامج الأمم المتحدة الإنمائي - الولايات المتحدة الأمريكية لعام 2008